# 纖肢龍屬
纖肢龍屬（學名：Araeoscelis）是種已滅絕的雙孔類爬行動物，是最早的雙孔亞綱之一，生存於二疊紀的美國。
纖肢龍的身長大約60公分，外形類似現代蜥蜴。纖肢龍與油頁岩蜥的差異在於牙齒，纖肢龍的牙齒更大、更鈍，也許是用來壓碎昆蟲的外殼。
與近親油頁岩蜥相比，纖肢龍的頭骨也不一樣，纖肢龍的下面一對顳顬孔被骨頭閉合，形成闊弓類的形態。這特徵的效果可能是使頭骨較堅硬，產生更大的咬合力。